# L'Hôpital et ses fantômes
Pour les articles homonymes, voir L'Hôpital et The Kingdom.
L'Hôpital et ses fantômes (Riget), ou Le Royaume au Québec, est une mini-série danoise en treize épisodes de 58 à 78 minutes, créée par Lars von Trier et diffusée entre le 24 novembre 1994 et le 31 octobre 1997 sur le réseau DR1, puis en 2023.
En France, la mini-série a été redécoupée en onze parties et diffusée sur Arte les deux premières saisons, la troisième étant passée en cinq épisodes sur Canal+ en avril 2023.

## Synopsis
L'histoire se déroule dans le département de neurochirurgie du Rigshospitalet (l'hôpital du royaume) de Copenhague, le principal hôpital de la ville et en fait, de tout le pays. On suit un petit nombre de patients et membres de l'équipe médicale découvrant un monde surnaturel.

## Fiche technique
- Réalisation : Lars von Trier et Morten Arnfred
- Scénario : Lars von Trier, Niels Vørsel (et Tómas Gislason : uniquement saison 1)
- Musique : Joachim Holbek
- Photographie : Eric Kress
- Montage : Molly Marlene Stensgård et Jacob Thuesen
- Opérateurs : Eric Kress et Henrik Harpelund
- Costumes : Annelise Bailey
- Production : Zentropa
- Format : couleur - 1.33:1 - Dolby - DV
- Années de production : 1994 pour Riget et 1997 pour Riget II

## Distribution
- Ernst-Hugo Järegård : Stig Helmer
- Kirsten Rolffes : Sigrid Drusse
- Holger Juul Hansen : Moesgaard
- Søren Pilmark (VF : Joël Zaffarano) : Jorgen Krogshøj (appelé Hook dans certaines versions)
- Ghita Nørby : Rigmor
- Baard Owe : Bondo
- Birgitte Raaberg : Judith
- Udo Kier : Åge Krüger / Petit frère
- Tove Maës : Mme Zakariasen

## Épisodes
Il existe deux découpages différents de la série. Dans l'émission originale danoise, il y avait quatre épisodes par saison.

### Première saison:Riget(1994)
1. Un hôte indésirable
2. Que ton règne arrive
3. Écoute et tu entendras !
4. Un corps étranger
5. Un mort vivant

ou, découpage original : 
1. Un hôte indésirable (63 minutes)
2. Que ton règne arrive (67 minutes)
3. Un corps étranger (71 minutes)
4. Le Mort vivant (77 minutes)

### Deuxième saison:RigetII(1997)
1. Réminiscence
2. Les Oiseaux de passage
3. Gargantua
4. Léger comme l’air, lourd comme le plomb
5. De Profundis
6. Pandémonium

ou, découpage original :
1. Mors in tabula (60 minutes)
2. Les Oiseaux de passage (76 minutes)
3. Gargantua (76 minutes)
4. Pandemonium (78 minutes)

### Troisième saison:Riget Exodus(2022)
1. Halmar (59 minutes)
2. The Congress Dances (76 minutes)
3. BIg Brother (58 minutes)
4. Barbarossa (76 minutes)
5. Exodus (58 minutes)

## Commentaires
- On note le ton sépia de l'image, à la Dogme95, et les plongeurs de la cuisine, atteints de trisomie 21, qui discutent les événements étranges dans l'hôpital, au fur et à mesure de leur déroulement. Ces derniers ont le même rôle que les chœurs antiques dans les tragédies grecques : ils ne jouent pas de rôle dans l'action, mais permettent par leur omniscience paradoxale de relier les différents niveaux de l'action et de discerner un plan divin cohérent déjà écrit.
- Les voix des deux plongeurs ont été doublées car il s'est avéré impossible pour les deux acteurs de réciter correctement leur texte.
- Cette mini-série a été rééditée en un film de cinq heures pour sa distribution avec sous-titres anglais.
- Une troisième saison fut prévue, mais les décès d'Ernst-Hugo Järegård et de Kirsten Rolffes semblèrent condamner la série, qui ne reprit finalement qu’en 2023.

## Adaptation
Le metteur en scène espagnol Oscar Gómez Mata, travaillant en Suisse, a adapté L'Hôpital et ses fantômes sur scène, sous le titre Le Royaume, en 2019.